# Светско првенство у атлетици на отвореном 2009 — бацање кугле за жене
Такмичење у бацању кугле у женској конкуренцији на Светском првенству у атлетици 2009. у Берлину одржано је 16. августа на Олимпијском стадиону.
Светска првакиња и рекордерка Океаније резултатом 20,69 м постигнитим у мају, Валери Вили је означена као велики фаворит да одбрани титулу.. Седам најбољих резултата сезоне припадало је њој а само још су Ана Авдејева и Наталија Михневич пребациле 20 метара у овој сезони. Шансу да стигну до победничког постоља имале су још бивша светска првакиња Надзеја Астапчук, освајач олимпијске медаље Надин Клајнерт и Гунг Лиђао.
У првом кругу финалног дела повела је Клајнерт поставивши лични рекорд са 20,06 м. У другом кругу, Гунг се попела на друго место са такође са личним рекордом 19,89 м, који јој је помогао да на крају освоји бронзану медаљу. Вили у трећем кругу преузима вођство са 20,25 м, а Клеинерт такође побољшава лични рекорд на 20,20 м. што јој је било довољно за сигурно друго место. Вили је показала своју надмоћ, бацајући преко двадесет метара четири пута са најбољим бацањем од 20,44 м. Ово је за Валери Вили била друга златна медаља на светским првенствима. Авдејева и Михневичева заокружују првих пет, обе са резултатом 19,66 метара.

## Земље учеснице
Учествовало је 28 атлетичарки из 18 земаља.
1. Белорусија 1
2. Кина 3
3. Чиле 1
4. Куба 3
5. Француска 2
6. Немачка  3
7. Грузија 1
8. Мађарска 1
9. Иран 1
10. Италија 1
11. Литванија 1
12. Нови Зеланд 1
13. Румунија 1
14. Русија  1
15. Шведска 1
16. Тринидад и Тобаго 2
17. Тонга 1
18. САД 3

## Освајачи медаља
|                         |                        |                 |
| Валери Вили Нови Зеланд | Надин Клајнерт Немачка | Гунг Лиђао Кина |

## Рекорди пре почетка Светског првенства 2009.
15. август 2009.
| Светски рекорд             | Наталија Лисовска, Совјетски Савез | 22,63 | Москва, СССР           | 7. јуни 1987.     |
| Рекорд светских првенстава | Наталија Лисовска, Русија          | 21,24 | Рим, Италија           | 5. септембар 1987 |
| Најбољи резултат сезоне    | Валери Вили, Нови Зеланд           | 20,69 | Рио де Жанеиро, Бразил | 17. мај 2009.     |
| Афрички рекорд             | Вивијан Чуквумика, Нигерија        | 18.35 | Иџебу Оде, Нигерија    | 17. април 2006    |
| Азијски рекорд             | Ли Мејсу, Кина                     | 21,76 | Шиђаџуенг, Кина        | 23. април 1988    |
| Северноамерички рекорд     | Белси Лаза, Куба                   | 20,96 | Мексико, Мексико       | 2. мај 1992       |
| Јужноамерички рекорд       | Елисанжела Адријано, Бразил        | 19,30 | Туња, Колумбија        | 14. јул 2001      |
| Европски рекорд            | Наталија Лисовска, Совјетски Савез | 22,63 | Москва, СССР           | 7. јуни 1987.     |
| Океанијски рекорд          | Валери Вили, Нови Зеланд           | 20,69 | Рио де Жанеиро, Бразил | 17. мај 2009.     |

### Најбољи резултати у 2009. години
Десет најбољих атлетичарки године у бацању кугле пре првенства (15. августа 2009), имале су следећи пласман.
| 1.  | Валери Вили, Нови Зеланд       | 20,69 | 17. мај   |
| 2.  | Ана Авдејева, Русија           | 20,07 | 24. јул   |
| 3.  | Наталија Михневич, Белорусија  | 20,03 | 20. мај   |
| 4.  | Надзеја Астапчук, Белорусија   | 19,88 | 1. јул    |
| 5.  | Гунг Лиђао, Кина               | 19,82 | 10. април |
| 6.  | Надин Клајнерт, Немачка        | 19,80 | 2. јул    |
| 7.  | Дениз Хинрих, Немачка          | 19,47 | 23. мај   |
| 8.  | Кјара Роза, Италија            | 19,15 | 14. јун   |
| 9.  | Мислејдис Гонзалез, Куба       | 19,13 | 5. јул    |
| 10. | Мишел Картер, Сједињене Државе | 19,13 | 31. март  |

Такмичарке чија су имена подебљана учествују на СП 2009.

## Квалификационе норме
| А норма | Б норма |
| ------- | ------- |
| 18,30 м | 17,20 м |

## Сатница
| Датум            | Време | Коло          |
| ---------------- | ----- | ------------- |
| 16. август 2009. | 10:05 | Квалификације |
| 16. август 2009. | 20:20 | Финале        |

## Резултати

### Квалификације
У квалификацијама је учествовало 28 такмичарки подељених у две групе по 14. Квалификациона норма за финале износила је 18,50 метара (КВ), коју је испунило 8 такмичарки, а 4 се пласирало према постигнутом резултату (кв)
| Пласман | Група | Атлетичарка           | Држава            | #1    | #2    | #3    | Резултат | Белешке |
| ------- | ----- | --------------------- | ----------------- | ----- | ----- | ----- | -------- | ------- |
| 1.      | Б     | Валери Вили           | Нови Зеланд       | 19,70 |       |       | 19,70    | КВ      |
| 2.      | Б     | Надин Клајнерт        | Немачка           | 18.38 | х     | 19.36 | 19.36    | КВ      |
| 3.      | А     | Наталија Михневич     | Белорусија        | 19,12 |       |       | 19,12    | КВ      |
| 4.      | Б     | Гунг Лиђао            | Кина              | 19,08 |       |       | 19,08    | КВ      |
| 5.      | А     | Ана Авдејева          | Русија            | 18,45 | 18,31 | 18,92 | 18,92    | КВ      |
| 6.      | А     | Дениз Хинрих          | Немачка           | 18.69 |       |       | 18.69    | КВ      |
| 7.      | Б     | Мислејдис Гонзалез    | Куба              | 18.62 |       |       | 18.62    | КВ      |
| 8.      | A     | Ли Меиђу              | Кина              | 18,53 |       |       | 18,53    | КВ      |
| 9.      | Б     | Мишел Картер          | САД               | 17,43 | 18,07 | 18,44 | 18,44    | кв      |
| 10.     | A     | Кристина Шваниц       | Немачка           | 18,25 | x     | 18,11 | 18,25    | кв      |
| 11.     | А     | Маилин Варгас         | Куба              | 18,14 | 17,95 | 17,98 | 18,14    | кв      |
| 12.     | Б     | Љу Сјангжунг          | Кина              | х     | 17,97 | 18,10 | 18,10    | кв      |
| 13.     | Б     | Клеопатра Борел Браун | Тринидад и Тобаго | 17,19 | 17,31 | 17,99 | 17,99    |         |
| 14.     | Б     | Марјам Кевхишвили     | Грузија           | 17,95 | 17,68 | 17,75 | 17,95    |         |
| 15.     | А     | Анка Хелтне           | Руминија          | 17,92 | 17,82 | 17,69 | 17,92    |         |
| 16.     | А     | Кјара Роза            | Италија           | 17,89 | х     | х}    | 17,89    |         |
| 17.     | A     | Аустра Скјуите        | Литванија         | х     | 17,52 | 17,86 | 17,86    | ЛР      |
| 18.     | Б     | Yaniuvis López        | Куба              | 17.71 | 17.65 | x     | 17.71    |         |
| 19.     | Б     | Наталија Дуко         | Чиле              | 17,61 | 17,45 | 17,43 | 17,61    |         |
| 20.     | Б     | Jessica Cérival       | Француска         | 17,06 | 16,90 | 17,30 | 17,30    |         |
| 21.     | A     | Laurence Manfredi     | Француска         | 17,04 | х     | 17,25 | 17,25    |         |
| 22.     | A     | Хелебна Енгман        | Шведска           | 17.19 | х     | х     | 17,19    |         |
| 23.     | А     | Џилијан Камарена      | САД               | 16,92 | х     | х     | 16,92    |         |
| 24.     | Б     | Анита Мартон          | Мађарска          | 15,99 | 16,80 | 16,76 | 16,80    |         |
| 25.     | Б     | Лејла Раџаби          | Иран              | 16,12 | 16,60 | х     | 16,60    |         |
| 26.     | Б     | Ана Пухила            | Тонга             | 15,50 | х     | 16,09 | 16,09    |         |
| 27.     | А     | Ени Александер        | Тринидад и Тобаго | 16,01 | 15,82 | х     | 16,01    |         |
| 28.     | A     | Кристин Хистон        | САД               | х     | х     | 14,98 | 14,98    |         |

### Финале
| Пласман | Атлетичарка        | Земља       | #1    | #2    | #3    | #4    | #5    | #6    | Резултат | Бел. |
| ------- | ------------------ | ----------- | ----- | ----- | ----- | ----- | ----- | ----- | -------- | ---- |
|         | Валери Адамс       | Нови Зеланд | 19,40 | х     | 20,5  | 20,16 | 20,44 | 20,25 | 20,44    |      |
|         | Надин Клајнерт     | Немачка     | 20,06 | 19,52 | 20,20 | 19,61 | х     | х     | 20,20    | ЛР   |
|         | Гунг Лиђао         | Кина        | 19,69 | 19,89 | 19,68 | 19,75 | х     | х     | 19,89    | ЛР   |
| 4.      | Наталија Михневич  | Белорусија  | 19,66 | х     | 19,27 | 19,51 | х     | х     | 19,66    |      |
| 5.      | Ана Авдејева       | Русија      | 18.66 | 18,78 | 19,48 | 19,66 | х     | х     | 19,66    |      |
| 6.      | Мишел Картер       | САД         | х     | 18,93 | 18.96 | х     | 18,30 | х     | 18,96    |      |
| 7.      | Ли Меиђу           | Кина        | 18,76 | 18,35 | 18,66 | х     | х     | х     | 18,76    |      |
| 8.      | Мислејдис Гонзалез | Куба        | 18,73 | 18,57 | х     | 18,60 | 18,74 | 18,43 | 18,74    |      |
| 9.      | Маилин Варгас      | Куба        | 18,67 | 18,10 | 18,11 |       |       |       | 18,67    |      |
| 10.     | Љу Сјангжунг       | Кина        | 18,52 | х     | 16,79 |       |       |       | 18,52    |      |
| 11.     | Дениз Хинрих       | Немачка     | 18,30 | 18,39 | х     |       |       |       | 18,39    |      |
| 12      | Кристина Шваниц    | Немачка     | 17,84 | х     | х     |       |       |       | 17,84    |      |